# Chris Brown (álbum)
Chris Brown es el homónimo álbum debut del cantante de R&B estadounidense Chris Brown, lanzado el 29 de noviembre de 2005 por Jive Records. Fue un éxito comercial, certificado doble platino por la Asociación de la Industria Discográfica de Estados Unidos (RIAA) por la digitalización de dos millones en los Estados Unidos y vendió más de tres millones de copias en todo el mundo.
En 2006 un CD / DVD titulado Chris Brown's Journey fue puesto en libertad, con el detrás de escenas y comentarios de Brown. El álbum también fue lanzado dos veces en formato DualDisc.

## Sencillos
El primer single fue "Run It!", que cuenta con la colaboración del rapero Juelz Santana y fue producido por Scott Storch y Faisal Moe. Alcanzó el número uno en el Billboard Hot 100, donde permaneció durante cinco semanas. Sustituyó a "Gold Digger" de Kanye West con Jamie Foxx, y fue a su vez reemplazado por Mariah Carey "Don't Forget About Us". También ganó en Billboard Pop 100. Otros singles del álbum incluyen "Yo (Excuse Me Miss)", otro top ten en EE. UU. para Brown, así como "Gimme That", lanzado como un remix con  ejalee el rapero Lil Wayne, y el cuarto sencillo, "Say Goodbye", que alcanzó el puesto número diez en los EE. UU. El quinto y último sencillo del álbum, "Poppin'", quedó fuera de los primeros cuarenta en EE. UU.

## Rendimiento comercial
El álbum debutó en el número dos en el Billboard 200 vendiendo más de 154 000 copias en la primera semana de ventas. Se vendieron más de 2,1 millones de copias en los Estados Unidos, donde fue certificado doble platino por la RIAA (RIAA). Se llegó a vender más de tres millones de copias en todo el mundo.

## Lista de canciones
| Edición estándar |                                                  | |                                                     |          |  |
| N.º              | Título                                           | Escritor(es)                                                                                                  | Productor(es)                                       | Duración |  |
| 1.               | «Intro»                                          | Christopher Brown, Edmund Clement                                                                             | Eddie Hustle                                        | 0:56     |  |
| 2.               | «Run It!» (con Juelz Santana)                    | Scott Storch, Sean Garrett                                                                                    | Scott Storch, Sean Garrett*                         | 3:49     |  |
| 3.               | «Yo (Excuse Me Miss)»                            | Johntá Austin, Andre Harris, Vidal Davis                                                                      | Dre & Vidal                                         | 3:49     |  |
| 4.               | «Young Love»                                     | Vinny Barrett, Antonio Dixon, Bobby Eli, Keri Hilson, Harvey Mason, Jr., Patrick "J. Que" Smith, Damon Thomas | The Underdogs, Antonio Dixon                        | 3:38     |  |
| 5.               | «Gimme That»                                     | S. Storch, S. Garrett                                                                                         | Scott Storch, Sean Garrett*                         | 3:06     |  |
| 6.               | «Ya Man Ain't Me»                                | Erik Dawkins, A. Dixon, D. Thomas, H. Mason, Jr., Steve Russell, Durrell "Tank" Babbs                         | The Underdogs, Antonio Dixon*                       | 3:34     |  |
| 7.               | «Winner»                                         | C. Brown, Bryan-Michael Cox, Kendrick Dean, Adonis Shropshire                                                 | Bryan-Michael Cox, Kendrick "WyldCard" Dean*        | 4:04     |  |
| 8.               | «Ain't No Way (You Won't Love Me)»               | Warren Felder, Zhang Fuquan, S. Garrett                                                                       | Sean Garrett, Oak*                                  | 3:23     |  |
| 9.               | «What's My Name?» (con Noah)                     | C. Brown, Andre Lyon, Stephens Noah, Marcello Valenzano                                                       | Cool & Dre                                          | 3:52     |  |
| 10.              | «Is This Love?»                                  | E. Dawkins, A. Dixon, H. Mason, Jr., S. Russell, D. Thomas                                                    | The Underdogs                                       | 3:17     |  |
| 11.              | «Poppin'»                                        | J. Austin, A. Harris, V. Davis                                                                                | Dre & Vidal                                         | 4:25     |  |
| 12.              | «Just Fine»                                      | C. Brown, Daniel Glass, Lance Bennett, Michael Winans, Peter Zora, Shannon Lawrence                           | Lance Bennett, Mike Winans, Shannon "Slam" Lawrence | 3:52     |  |
| 13.              | «Say Goodbye»                                    | B. Cox, K. Dean, A. Shropshire                                                                                | Bryan-Michael Cox                                   | 4:49     |  |
| 14.              | «Run It! (Remix)» (con Bow Wow y Jermaine Dupri) | Jermaine Dupri, S. Garrett, Shad Moss, S. Storch                                                              | Jermaine Dupri, Scott Storch, LRoc*, Sean Garrett*  | 4:04     |  |
| 15.              | «Thank You»                                      | C. Brown, Tina Davis, Lamont "LA" Fleming, Shea Taylor                                                        | Shea Taylor                                         | 4:27     |  |
| 16.              | «Gimme That (Remix)» (con Lil Wayne)             | S. Storch, S. Garrett, Dwayne Carter                                                                          | Scott Storch                                        | 3:56     |  |

## Promoción
Durante el invierno, Brown se unió al "Scream V Encore Tour", con Ciara, Bow Wow, Omarion y Marques Houston, como un acto de apoyo. Más tarde, encabezó la "Xbox 360 Presents: Chris Brown Tour", con el apoyo de T-Pain.

## Lista de posiciones
| Listas (2005)                         | Máxima posición |
| ------------------------------------- | --------------- |
| Austria Albums Chart                  | 66              |
| Bélgica Albums Chart (Flanders)       | 47              |
| Dutch Albums Chart                    | 47              |
| Europa Top 100 Albums                 | 42              |
| Francia SNEP Albums Chart             | 51              |
| German Albums Chart                   | 31              |
| Irlanda Albums Chart]                 | 71              |
| Nueva Zelanda RIANZ Albums Chart      | 8               |
| Swiss Albums Chart                    | 18              |
| UK Albums Chart                       | 29              |
| U.S. Billboard 200                    | 2               |
| U.S. Billboard Top R&B/Hip-Hop Albums | 1               |